# Naturwaldreservat Nesselsee
Das Naturschutzgebiet Naturwaldreservat Nesselsee liegt im unterfränkischen Landkreis Rhön-Grabfeld.
Das Gebiet mit der 454 Meter Hohen Wart erstreckt sich südlich der Einöde Sambachshof, einem Ortsteil der Stadt Bad Königshofen im Grabfeld, und nordwestlich des Hauptortes der Gemeinde Bundorf im Landkreis Haßberge. Am westlichen Rand des Gebietes fließt der Sambachgraben, nördlich anschließend erstreckt sich das 9,88 ha große Naturschutzgebiet Nesselgrund, östlich verläuft die St 2275.

## Bedeutung
Das 51,5 ha große Gebiet mit der Nr. NSG-00592.01 wurde im Jahr 2001 unter Naturschutz gestellt.